# 大中臣氏
大中臣氏（おおなかとみうじ）は、「大中臣」を氏の名とする氏族。日本古代の中央政権において祭祀をつかさどった貴族である。

## 概要
中臣鎌足が藤原姓を賜った後、その子藤原不比等が幼かったため、鎌足の甥で婿養子とも言われる中臣意美麻呂が暫定的に藤原氏を継いだ。後に、成長した不比等に正式に文武天皇の勅が下り、改めて藤原姓は鎌足の嫡男・不比等とその子孫のみとし、他の者は中臣氏に復するように命じた。意美麻呂も中臣姓に戻ったが、不比等の後押しで中納言に昇進した。意美麻呂の息子の清麻呂は天平宝字8年（764年）に起きた藤原仲麻呂の乱では孝謙上皇に就いて昇進を重ね、神護景雲3年（769年）6月に「大中臣朝臣」を賜姓された。清麻呂は正二位、右大臣にまで昇りつめた。
後に、中臣氏の嫡流あるいはそれに近いとされた「三門」（『中臣氏系図』）と呼ばれる家々があったが、平安時代に入るとこれらの家々に対しても大中臣氏の名乗りが許されるようになった。
大中臣氏の中で最も力を振るったのは嫡流とされた清麻呂の系統で、神祇伯や伊勢祭主を世襲した。平安時代の大中臣能宣とその子大中臣輔親その孫伊勢大輔は歌人としても事績を残している。
だが、平安時代中期の大中臣親定を最後に中臣氏（大中臣氏）の神祇伯は姿を消し、代わって白川家が神祇伯を世襲するようになると、伊勢祭主及び神祇大副を世襲するようになる。また、地方の有力神社の神職も掌握するようになる。
嫡流子孫は江戸時代に藤波家を称するようになる。